# Dactilitis tuberculosa
La dactilitis tuberculosa, o espina ventosa (terminología clásica), es una lesión quística, lítica y expansiva, acompañada generalmente de periostitis, esclerosis y secuestro óseo, que se genera en la base de los dedos a partir de las falanges proximales, metacarpos o metatarsos, extendiéndose a los tejidos blandos circundantes. Provoca la aparición de un característico aspecto cónico o fusiforme en uno o varios dedos del paciente. Se trata de una manifestación de la osteomielitis tuberculosa, un tipo de tuberculosis osteoarticular extrapulmonar provocado por la infección del tejido óseo por parte de Mycobacterium tuberculosis, agente causal de la tuberculosis. Presenta una incidencia más alta en niños, siendo rara a partir de los diez años de edad.

## Vías de infección
Como en el resto de casos de tuberculosis osteoarticular, la dactilitis tuberculosa se produce generalmente cuando, tras una primoinfección por tuberculosis, el bacilo circula por el torrente sanguíneo hasta alojarse en la metáfisis de la región metatarsiana o metacarpiana, en los pequeños huesos tubulares de los dedos.
Debido a que durante la infancia la médula ósea presenta una alta vascularización, la infección tuberculosa inicial penetra hasta la zona central del hueso, generando progresivamente una reacción granulomatosa. Esta reacción inflamatoria es la responsable principal de la expansión ósea característica, que dará lugar al conjunto de lesiones y deformaciones reconocible como espina ventosa.
Se localiza más habitualmente en manos que en pies, siendo más frecuente en las falanges que en metacarpos y metatarsos, en especial en la falange proximal del segundo y tercer dedos. De forma menos habitual puede presentarse en el astrágalo y el calcáneo.

## Cuadro clínico
La manifestación clínica inicial de la dactilitis tuberculosa es la aparición de una tumefacción inicialmente poco dolorosa del tejido blando alrededor de la diáfisis del hueso afectado. En ocasiones, el dolor no aparece de forma constante durante la fase temprana, sino que comienza como dolores sordos sin alteración de la capacidad motriz, que sólo se agudizan cuando la tumefacción granulomatosa aumenta hasta afectar a los tejidos adyacentes. 
Posteriormente, las pruebas radiológicas típicamente muestran una lesión central lítica, cistítica y expansiva, con una inflamación ósea que puede ya ser evidente, contribuyendo a una apariencia expandida de la falange afectada. La lesión ósea lítica central se presenta en forma de cavidad, y puede extenderse desde el hueso al tejido blando del dedo a través de defectos corticales provocados por la daños en la estructura ósea, formando un tracto sinusal que puede apreciarse mediante resonancia magnética. Tanto la cavidad ósea como el tracto sinusal pueden presentar pus y tejido granulomatoso, con posibilidad de formación de abcesos y úlceras fistulosas que se extienden hasta el cilindro óseo.
Esta sintomatología acaba provocando la deformación de la base del dedo, que adquiere un aspecto ahusado o cónico característico. Dicho cuadro clínico, en su conjunto, es el conocido habitualmente como espina ventosa, una denominación antigua debida a su apariencia globulosa, similar a la provocada por el pinchazo de una espina que hubiese inoculado algún agente inflamatorio o infeccioso.
En los casos graves, la zona osteítica da lugar a un proceso esclerótico, en el cual la falange está infiltrada por el bacilo, llegando a producirse una desaparición de parte del tejido óseo esponjoso y cortical, facilitando que se produzcan roturas y fracturas que consolidan la deformación.

## Diagnóstico
Además del examen radiológico y de la sintomatología característica, como la inflamación granulomatosa y la necrosis caseosa, el diagnóstico puede presentarse asociado a un resultado positivo para la prueba de tuberculina mediante test cutáneo positivo con derivado proteico purificado (PPD) en ausencia de sensibilización por la vacuna Bacille Calmette Guerin (BCG). Idealmente, debería confirmarse mediante análisis del material extraído por punción aspirativa de la zona inflamada de la falange y posterior análisis mediante tinción de Ziehl-Neelsen y PCR, que confirmen la presencia de M. tuberculosis.

## Tratamiento
En general, el tratamiento para la dactilitis tuberculosa requiere pautas de tuberculostáticos.
En los casos en los que el avance de la patología haya provocado daños amplios o presente tejidos cistíticos muy extendidos, puede requerirse desbridación quirúrgica, y en algunas ocasiones puede ser necesario artroplastia u osteotomía correctora. 